# Teodoro Delgado
Teodoro Delgado (Campillo de la Jara, Toledo,1907 - Madrid, 1975) fue un pintor español.
Trasladado a los once años de edad con su familia a Madrid, trabajó en un café restaurante al que concurrían pintores como Bagaría, Ochoa, Pérez Duría, Rafael de Penagos padre y otros muchos, con los que trabó conocimiento, recibiendo especial estímulo de Enrique Ochoa. Pasó a trabajar para Germán Pérez Duría, como ayudante, y en sus ratos libres entró a dibujar en el Casón del Buen Retiro, lugar de encuentro de pintores y jóvenes que preparaban su ingreso en la Escuela de San Fernando.
Sus primeros trabajos fueron carteles para agencias de publicidad, obteniendo el segundo premio en un concurso de cartelería, así como en la revista Blanco y Negro y en el concurso del baile de máscaras del Círculo de Bellas Artes.
En sus años de servicio militar, se trasladó a Barcelona, y de allí a París y Buenos Aires, donde realizó su primera exposición de «afiches». Vuelto a Madrid, obtuvo cuatro primeros premios por los carteles realizados en años consecutivos para las ferias de San Isidro.
Durante la guerra civil española tuvo una destacada intervención en el cartelismo del bando sublevado, junto con otros ilustradores (Carlos Sáenz de Tejada, Juan Antonio Acha, Jesús Olasagasti, etc.), algunos de los cuales continuaron su obra en la revista Vértice durante la posguerra.
Junto con alguno de ellos, trabajó dirigido por Juan Cabanas en el Departamento de Plásticas, Sección de Información y Propaganda de la Vicesecretaría de Educación Popular de Falange.
El año 1950 marcó una importante evolución en su carrera artística. Visitó Suiza y Caracas, donde expuso en el Centro Venezolano Americano. Pero Teodoro Delgado comenzó a relegar la ilustración, para dedicarse preferentemente a la pintura al óleo, si bien continuó su colaboración como ilustrador con el diario ABC, e ilustró una edición de La Biblia y otra del Quijote.
Durante sus últimos años, dedicado por entero a la pintura, realizó numerosas exposiciones, preferentemente en Madrid, Barcelona y Bilbao. Definía su arte como rabiosamente conservador, si bien aceptó todas las técnicas nuevas porque, según manifestó, 

"sirven para valorar lo establecido, para que haya un punto de referencia; no soy opuesto a nada, no mantengo actitud negativa frente a nada."